# Rejon ostrowiecki
Rejon ostrowiecki (biał. Астраве́цкі раён, Astrawiecki rajon, ros. Острове́цкий райо́н, Ostrowieckij rajon) – rejon w zachodniej Białorusi, w obwodzie grodzieńskim.

## Geografia
Rejon ostrowiecki ma powierzchnię 1568,77 km². Lasy zajmują powierzchnię 793,13 km², bagna 35,74 km², obiekty wodne 23,40 km².

## Ludność
W 2009 roku rejon zamieszkiwało 24 266 osób, w tym 8285 w miastach i 15 981 na wsi.

### Skład etniczny
- Białorusini – 81,8%
- Polacy – 9,3%
- Rosjanie – 4,2%
- Litwini – 3,5%
- Ukraińcy – 1,2%

## Podział administracyjny
W skład rejonu wchodzą miasto Ostrowiec oraz 5 następujących sielsowietów:
- Gierwiaty
- Gudogaje
- Michaliszki
- Ryteń
- Worniany.